# کوه تابور
کوه تابور (به عبری: הַר תָּבוֹר) کوهی با ارتفاع ۵۷۵ متر در منطقه الجلیل سفلی واقع در شرق دره ایزریل در کشور اسرائیل است. همچنین این کوه در ۱۸ کیلومتری غرب دریاچه طبریه واقع شده‌است. بسیاری از مسیحیان بر این باور هستند که این کوه همان کوهی است که در انجیل متی (فصل ۱۷، آیات ۱ تا ۹) بدان اشاره شده است. در این آیات ذکر شده‌است که جامه و هیئت عیسی نورانی شده‌است، بنابراین مسیحیان فرقه فرانسیسکن کلیسای تجلی مسیح را بر بالای این کوه ساخته‌اند. نخستین بار نام این کوه در عهد عتیق در کتاب یوشع فصل نوزدهم آمده است. در این کوه عوامل ناشناخته ای مشاهده شده است.

## نگارخانه

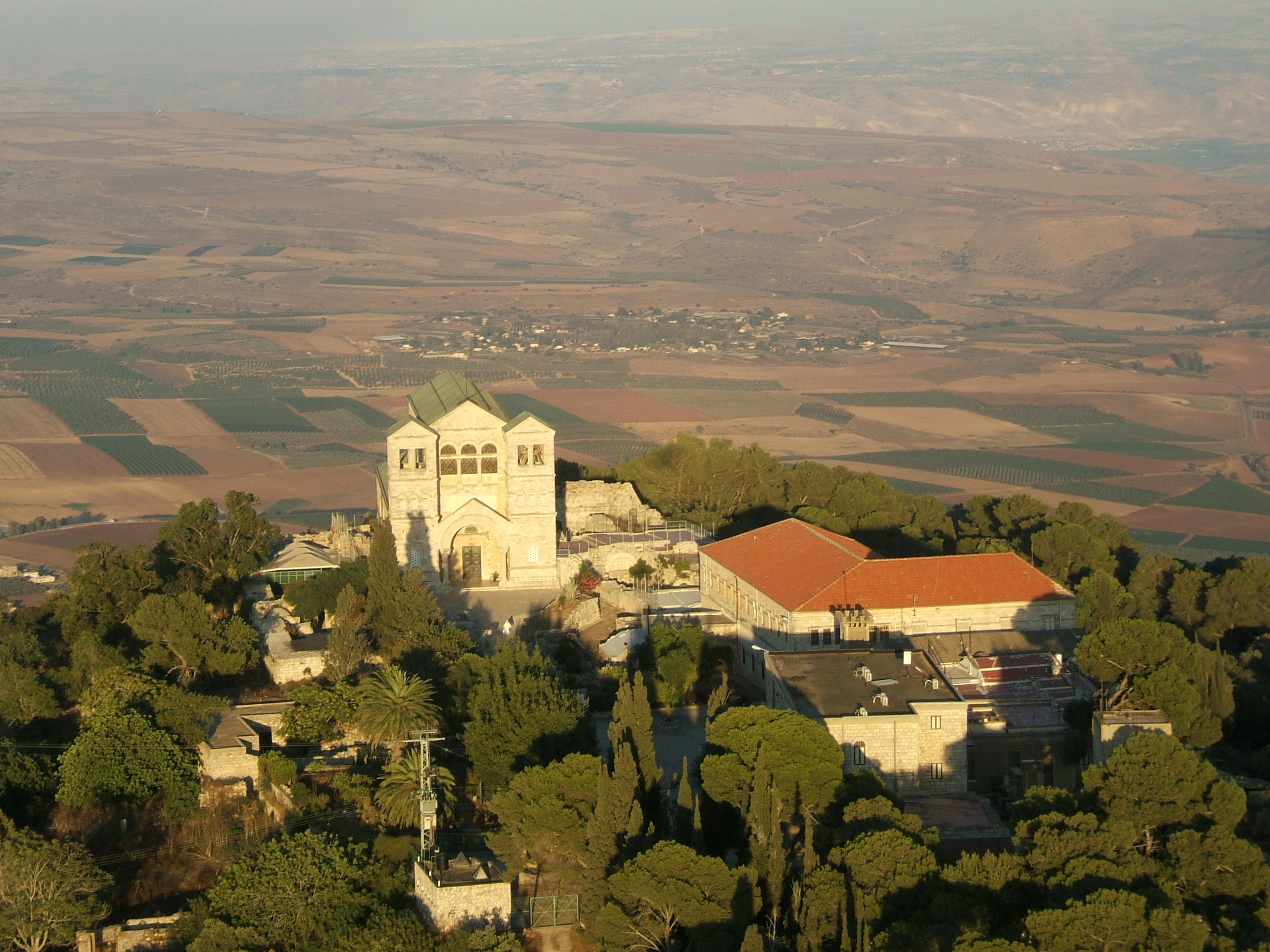
کلیسای تجلی مسیح بر فراز کوه تابور
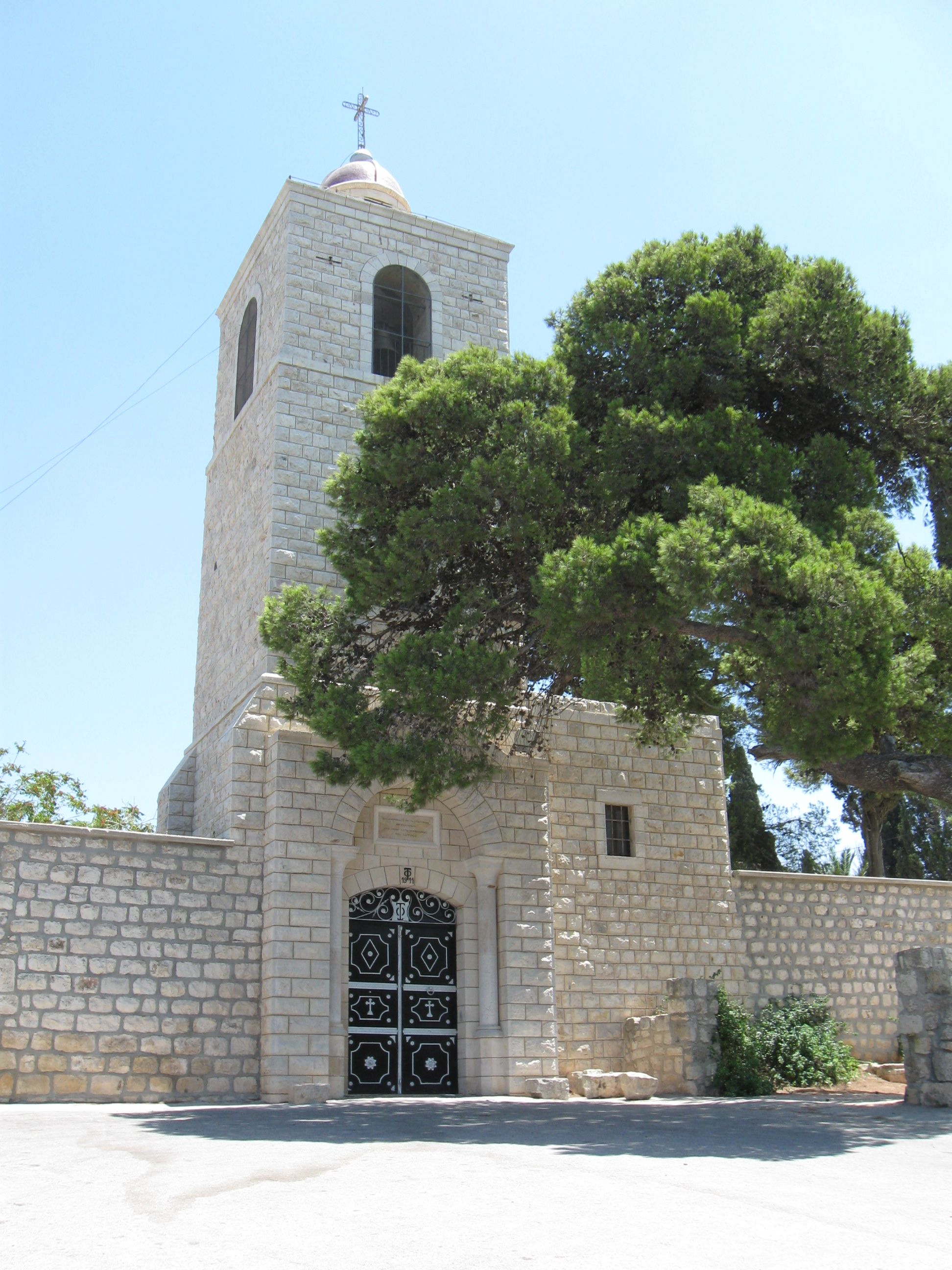
ورودی کلیسا
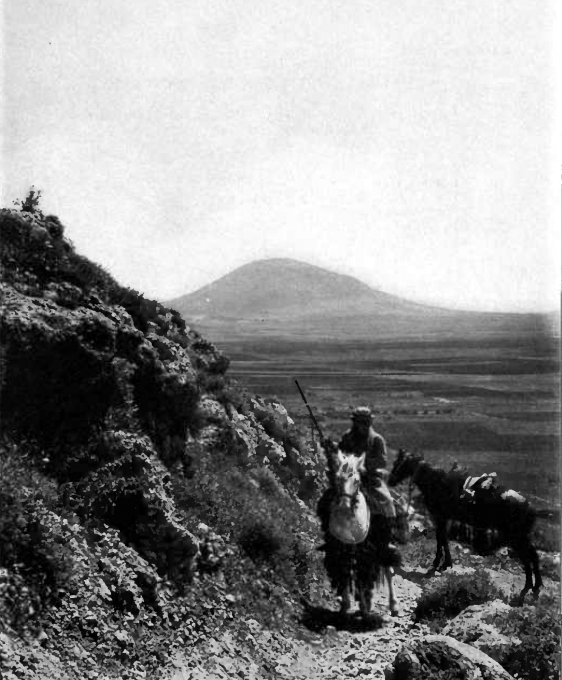
کوه تابور در سال ۱۹۱۲
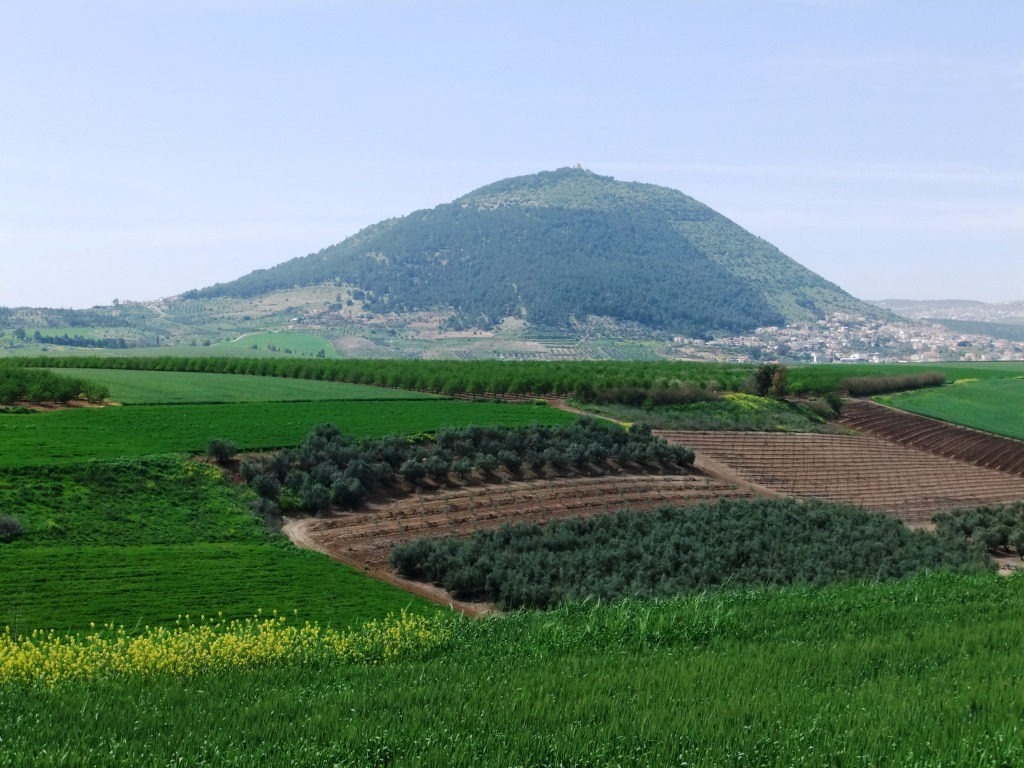
کوه تابور در سال ۲۰۱۱